# Starrskinn
Starrskinn (Epithele typhae) är en svampart som först beskrevs av Christiaan Hendrik Persoon, och fick sitt nu gällande namn av Narcisse Theophile Patouillard 1900. Enligt Catalogue of Life ingår Starrskinn i släktet Epithele,  och familjen Polyporaceae, men enligt Dyntaxa är tillhörigheten istället släktet Epithele,  och familjen Epitheliaceae. Arten är reproducerande i Sverige. Inga underarter finns listade i Catalogue of Life.